# J.D.サウザー
ジョン・デヴィッド・サウザー（英語: John David Souther、1945年11月2日 - 2024年9月17日）は、アメリカ合衆国ミシガン州デトロイト出身のミュージシャン、シンガーソングライター、俳優。ソロアーティストとして活躍する傍ら、リンダ・ロンシュタット、イーグルスなどに後にヒット曲となる作品を共作するなど多くのアーティストに楽曲提供を行ってきた。

## 経歴
1945年11月2日、ミシガン州デトロイトで生まれ、テキサス州アマリロで育った。ミュージシャンおよび作曲家として初期の頃、彼はテキサス州の有名ロック歌手で仕事仲間のロイ・オービソンに大きな影響を受けた。1960年代後期、カリフォルニア州ロサンゼルスに引っ越した後、デトロイトのミュージシャンで作曲家のグレン・フライと出会い、2人はルームメイトとなり音楽面でコラボレイトした。この時に階下に住んでいたのはジャクソン・ブラウンで後にサウザーとフライとコラボレイトするようになる。
この後間もなく、サウザーとフライはロングブランチ・ペニーホイッスルというフォーク・デュオを結成。1970年、ジミー・ブラウンのアモス・レコードからギタリストのジェイムズ・バートン、ライ・クーダー、バイオリニストドグ・カーショー、ドラマージム・ゴードン、ピアニストラリー・ネクテル、ベーシストジョー・オズボーンを起用した、グループ唯一のアルバムが発売された。
1970年代にブームとなったウェストコースト・ロックを陰で支えたほか、イーグルスやリンダ・ロンシュタット、ジャクソン・ブラウンなどと交流を持ってきた。特に、イーグルスとは深い関わりを持っており、「もうひとりのイーグルス」とも呼ばれた。裏方の仕事としては、楽曲提供だけでなくバック・コーラスなどでも頻繁にゲスト参加を行った。
1972年、デイヴィッド・ゲフィンによって説得され自身の名を冠したソロ・アルバム『John David Souther』のレコーディングした後、サウザーはクリス・ヒルマン、リッチー・フューレイと共にサウザー・ヒルマン・フューレイ・バンドを結成。このバンドは2枚のアルバムを出したが、方向性の違いと売り上げ不振からバンドは消滅(フューレイ は後にクリスチャン音楽に転換するが、非宗教的な音楽を演奏することへの不安が原因とは言及されていない)。1970年代の何年間かリンダ・ロンシュタットと交際し同棲していた。
サウザーは特にカントリー・ロックでの作曲の才能を評価されている。イーグルスのヒット曲「我が愛の至上」、「Victim of Love」、「ハートエイク・トゥナイト」、「ニュー・キッド・イン・タウン」などを共作している。イーグルスの『ロング・ロード・アウト・オブ・エデン』の「ハウ・ロング」はサウザーの作曲で、元々彼の1972年の1枚目のソロ・アルバムに収録された曲であった。またリンダ・ロンシュタットのアルバム『Don’t Cry Now 』を共同プロデュースし、アルバム『悪いあなた』の「Faithless Love」やアルバム『Living in the USA 』の「White Rhythm and Blues」などの何枚かのプラチナ・アルバムの曲を作曲した。ロンシュタットとは『Hasten Down the Wind 』、『Prisoner in Disguise』、『Sometimes You Can't Win 』など何曲かをデュエットしている。ボニー・レイットのアルバム『Home Plate』の中の「Run Like a Thief」の作曲もしている。
彼は他のアーティストによって作曲された曲にも参加しており、クリストファー・クロスの自身の名を冠したデビュー・アルバム『Christopher Cross 』の「The Light is On」にドン・ヘンリーと共にバック・コーラスで参加。1977年、ランディ・ニューマンのアルバム『小さな犯罪者』に収録された「ショート・ピープル」「ボルティモア」の2曲でバック・コーラスで参加。1976年のダン・フォーゲルバーグのLP『Nether Lands』の「False Faces」と「Loose Ends」、1975年のフォーゲルバーグのLP『Captured Angel』でフォーゲルバーグと組んだデュエット、ホット・ダム・ブラザーズとして参加した。
1979年9月、アルバム『ユア・オンリー・ロンリー (You're Only Lonely)』からタイトル曲「ユア・オンリー・ロンリー」をシングルカット。同曲はビルボードのポップチャートの第7位、アダルト・コンテンポラリー・チャートで第1位を記録する大ヒットとなった。日本では1991年の映画『波の数だけ抱きしめて』が挿入歌に起用し、また2006年には三菱・アウトランダーのCMソングにもなっている。台湾では、ガールズグループ、S.H.Eが「Only Lonely」のタイトルで中国語によるカバーを発表した。ジェイムス・テイラーの1981年のアルバム『Dad Loves His Work 』に収録された、サウザーとのコラボレイト曲『Her Town Too 』はビルボードのポップ・シングル・チャートで第11位となった。
1987年、コンサートおよびビデオ『Roy Orbison and Friends: A Black and White Night』に曲の提供者、演奏者、ボーカル・アレンジャーとして登場し、1989年のスティーヴン・スピルバーグの映画『オールウェイズ』の中でザ・プラターズの「煙が目にしみる」を歌い、1989年から1992年のシットコム『Anything but Love 』のテーマ曲を作曲したりした。
2002年以降は結婚を機にテネシー州ナッシュヴィル近郊に居を移し、ナッシュヴィルでの活動が多くなっている。
2008年10月14日、25年振りの新作アルバム『If the World Was You 』を発表し、それに合わせてツアーも行った。その一環として2009年1月には久しぶりの来日公演を果たした。2009年秋、新旧の曲を織り交ぜたライヴCD『Rain - Live at the Belcourt Theatre』を発売。2011年、他のアーティストのヒット曲をカヴァーしたアルバム『Natural History 』を発売。このCDにはクリス・ウォルタースがピアノで、ジャズの影響を受けたサウザーの音楽が含まれている。
2024年9月17日、ニューメキシコ州の自宅で死去。78歳没。

## 俳優業
1989年から1990年のテレビドラマ『Thirtysomething 』の第3シーズンのジョン・ダナウェイ役や映画『ハリウッドにくちづけ』(1990年)のテッド役など、様々な役を演じている。またジミー・バフェットの『Tales from Margaritaville 』や『A Salty Piece of Land 』などのオーディオブックにも出演している。
1999年、テレビ映画『ゴースト・アウトローズ』でジェシー・ジェイムス役で出演し、またダン・エイクロイド、アンナ・クラムスキー主演の『マイ・ガール2』で物語の核心となるベーダ（＝アンナ）母親の前夫のジェフリー・ポムロイ役で出演。セリフもたっぷりとあり、アンナとのシーンでは複雑な心理描写を見事に演じきっている。2012年、ミステリー・スリラー『Deadline 』ではマット・ハーパー(スティーヴ・タリー)の父親役を演じた。2012年10月に始まったABCのカーリー・クーリ脚本のドラマ『ナッシュビル』にカントリーの作曲家兼プロデューサーのワッテイ・ホワイト役でレギュラー出演している。

## プライベート
1945年生まれ。2回結婚し、1970年代にはリンダ・ロンシュタット やスティーヴィー・ニックスなどとの交際が報じられたこともあったが現在は独身である。2002年12月、カリフォルニア州ハリウッド・ヒルズからテネシー州ナッシュビルに引っ越した。その後も作曲、レコーディング、コンサート・ツアーを続けていた。

## ディスコグラフィー

### ソロ・アルバム
- John David Souther (1972)
- Black Rose (1976)
- ユア・オンリー・ロンリー / You're Only Lonely (1979)
- Home by Dawn (1984)
- If the World Was You (2008)
- Rain (2009)

### ロングブランチ・ペニーホイッスル
- Longbranch Pennywhistle (1970)

### サウザー・ヒルマン・フューレイ・バンド
- The Souther Hillman Furay Band (1974)
- Trouble in Paradise (1975)